# Йорданка Христова
Йорданка Іванова Христова (болг. Йорданка Христова; 10 вересня 1943) — відома болгарська поп- співачка. Почесна громадянка Софії. 

## Біографія
Йорданка Христова народилась 10 вересня 1943 року. У 1964 році закінчила школу естрадних співаків у класі Мілчо Левієва. Гастролювала в Румунії з оркестром. До 1967 року була солісткою оркестру «Софія». У 1966 р. у фестивалі «Золотий Орфей» здобула 1-шу премію за пісню — «Дельфіни». У 1967 році на фестивалі «Золотий Орфей» отримав III премію за пісню «Пісне моя, любов моя». Її концертна діяльність налічує понад 3500 концертних виступів у 43 країнах світу, серед яких: Канада, Куба, Нікарагуа, Бельгія, Швейцарія, Німеччина, Франція, Скандинавські країни, Греція, Кіпр, Чехія, Угорщина, Єгипет, Алжир, Іспанія, Сирія, Ліван та ін.

## Кар'єра співачки
Йорданка Христова — найвідоміша болгарська співачка на Кубі. Тисячі жінок на Острові Свободи названі на її честь. Вона очолює фонд Хосе Марті в Болгарії. У 2004 році отримала премію за творчість на телебаченні.
У 2002 році організував великий концерт із піснями Еміля Димитрова під назвою «Одного життя мало». На концерті Йорданка Христова виконує пісню «Тільки одного життя мало».
Наприкінці 2008 року відзначила 40 років на сцені концертом у НДК — «Життя — це КУБАв».
У 2007 році Христова була головою журі реаліті- формат Music Idol, а через 3 роки разом з Василем Найденовим, Тетяною Лоловою та Нешкою Робєвою входила до журі шоу «Bailando — сцена снів».
У 2013 році відсвяткувала 50 років на сцені концертом «Закоханий у життя».
У репертуарі співачки різноманітні лірико-драматичні пісні, з акцентом на латиноамериканські хіти. Серед її найбільших авторських хітів: «Дельфіни», «Пісня моя, любов моя», «Сповідь», «Талісман», «Темно-червона троянда», «Суворий характер», «Як іспанець», «До того». Осінь", «Люби мене», «Співай, серце», «Там, десь в душі», « Сумних днів немає», «Роки», «Качина історія», «Пеппі Довгапанчоха», а також дуетні пісні «Закохані» — з Бориславом Грунчаровим, «Жінка» з Бісером Кіровим та «Людина народжується у світлі» з Бояном Івановим.
У 2015 році брала участь у ювілейних концертах Мустафи Чаушева «50 років з піснями Мустафи Чаушева», які проходили в містах Шумен, Добрич, Русе, Бургас, Пловдив та Софія.
У 2017 році співачка була суддею в серіалі «Як дві краплі води» 5 сезону.
У 2018 році відсвяткувала 75-річчя та 55 років сценічної діяльності.
У червні 2020 року Йорданка презентувала свою нову пісню «Синь».

## Фільмографія
- 2005 — «Я хочу, щоб люди були щасливі»
- 2008 — «Куба — це музика»